# Collegio uninominale Sicilia 1 - 06 (2020)
Il collegio elettorale uninominale Sicilia 1 - 06 è un collegio elettorale uninominale della Repubblica Italiana per l'elezione della Camera dei deputati.

## Territorio
Come previsto dalla legge n. 51 del 27 maggio 2019, il collegio è stato definito tramite decreto legislativo all'interno della circoscrizione Sicilia 1.
È formato dal territorio dell'intera provincia di Trapani (24 comuni).
Il collegio è parte del collegio plurinominale Sicilia 1 - 02.

## Eletti
| Elezione | Elezione | Deputato      | Partito      |
| -------- | -------- | ------------- | ------------ |
|          | 2022     | Marta Fascina | Forza Italia |

## Dati elettorali

### XIX legislatura
Come previsto dalla legge elettorale, 147 deputati sono eletti con sistema a maggioranza relativa in altrettanti collegi uninominali a turno unico.
| Candidati                                 | Candidati                 | Voti    | %     | Liste                          | Voti    | %     |
| ----------------------------------------- | ------------------------- | ------- | ----- | ------------------------------ | ------- | ----- |
|                                           | Marta Fascina ✔️ Eletto   | 58 289  | 35,97 | Fratelli d'Italia              | 29 667  | 18,31 |
| Forza Italia                              | Marta Fascina ✔️ Eletto   | 58 289  | 35,97 | 18 396                         | 11,35   |       |
| Lega per Salvini Premier                  | Marta Fascina ✔️ Eletto   | 58 289  | 35,97 | 9 215                          | 5,69    |       |
| Noi moderati/Lupi - Toti - Brugnaro - UDC | Marta Fascina ✔️ Eletto   | 58 289  | 35,97 | 1 011                          | 0,62    |       |
|                                           | Vita Martinciglio         | 44 825  | 27,67 | Movimento 5 Stelle             | 44 825  | 27,67 |
|                                           | Antonio Ferrante          | 28 942  | 17,86 | Partito Democratico-IDP        | 19 431  | 11,99 |
| Alleanza Verdi e Sinistra                 | Antonio Ferrante          | 28 942  | 17,86 | 6 135                          | 3,79    |       |
| +Europa                                   | Antonio Ferrante          | 28 942  | 17,86 | 2 218                          | 1,37    |       |
| Impegno Civico - Centro Democratico       | Antonio Ferrante          | 28 942  | 17,86 | 1 158                          | 0,71    |       |
|                                           | Daniele Vito Mangiaracina | 13 583  | 8,38  | Sud chiama Nord                | 13 583  | 8,38  |
|                                           | Giulia Pantaleo           | 9 764   | 6,03  | Azione - Italia Viva - Calenda | 9 764   | 6,03  |
|                                           | Adriana Cavasino          | 3 385   | 2,09  | Italexit                       | 3 385   | 2,09  |
|                                           | Antonio Ingroia           | 1 854   | 1,14  | Italia Sovrana e Popolare      | 1 854   | 1,14  |
|                                           | Davide Licari             | 1 385   | 0,85  | Unione Popolare                | 1 385   | 0,85  |
| Totale                                    | Totale                    | 162 027 | 100   |                                | 162 027 | 100   |
|                                           |                           |         |       |                                |         |       |
| Voti non validi                           | Voti non validi           | 20 309  | 11,14 |                                |         |       |
| Votanti                                   | Votanti                   | 182 336 | 54,05 |                                |         |       |
| Elettori                                  | Elettori                  | 337 329 |       |                                |         |       |